# فرد شيلدون (لاعب كرة قدم)
فرد شيلدون (بالإنجليزية: Fred Sheldon)‏ هو مدرب كرة قدم ولاعب كرة قدم بريطاني، ولد في القرن 20 في باري ‏ في المملكة المتحدة. لعب مع سوانزي سيتي ونادي باري تاون يونايتد.